# Aciagrion
Aciagrion é um género de libelinha da família Coenagrionidae.
Este género contém as seguintes espécies:
- Aciagrion africanum Martin, 1908
- Aciagrion approximans (Selys, 1876)
- Aciagrion azureum Fraser, 1922
- Aciagrion balachowskyi Legrand, 1982
- Aciagrion borneense Ris, 1911
- Aciagrion brosseti Legrand, 1982
- Aciagrion congoense (Sjöstedt, 1917)
- Aciagrion dondoense Dijkstra, 2007[2]
- Aciagrion fasciculare Lieftinck, 1934
- Aciagrion feuerborni Schmidt, 1934
- Aciagrion fragilis (Tillyard, 1906)
- Aciagrion gracile (Sjöstedt, 1909)
- Aciagrion hamoni Fraser, 1955
- Aciagrion heterosticta Fraser, 1955
- Aciagrion hisopa (Selys, 1876)
- Aciagrion huaanensis Xu, 2005
- Aciagrion karamoja Pinhey, 1962
- Aciagrion macrootithenae Pinhey, 1972
- Aciagrion migratum (Selys, 1876)
- Aciagrion nodosum (Pinhey, 1964)
- Aciagrion occidentale Laidlaw, 1919
- Aciagrion olympicum Laidlaw, 1919
- Aciagrion pallidum Selys, 1891
- Aciagrion pinheyi Samways, 2001[2]
- Aciagrion rarum (Longfield, 1947)
- Aciagrion steeleae Kimmins, 1955
- Aciagrion tillyardi Laidlaw, 1919
- Aciagrion tonsillare Lieftinck, 1937
- Aciagrion walteri Carfi & D'Andrea, 1994
- Aciagrion zambiense Pinhey, 1972